# Seliste (Estland)
Seliste is een plaats in de Estlandse gemeente Pärnu, provincie Pärnumaa. De plaats heeft de status van dorp (Estisch: küla).
Tot 1 november 2017 behoorde de plaats tot de gemeente Tõstamaa. Op die datum werd Tõstamaa bij de gemeente Pärnu gevoegd.

## Bevolking
Het dorp had 143 inwoners op 31 december 2011 en 128 inwoners op 31 december 2021.

## Foto's

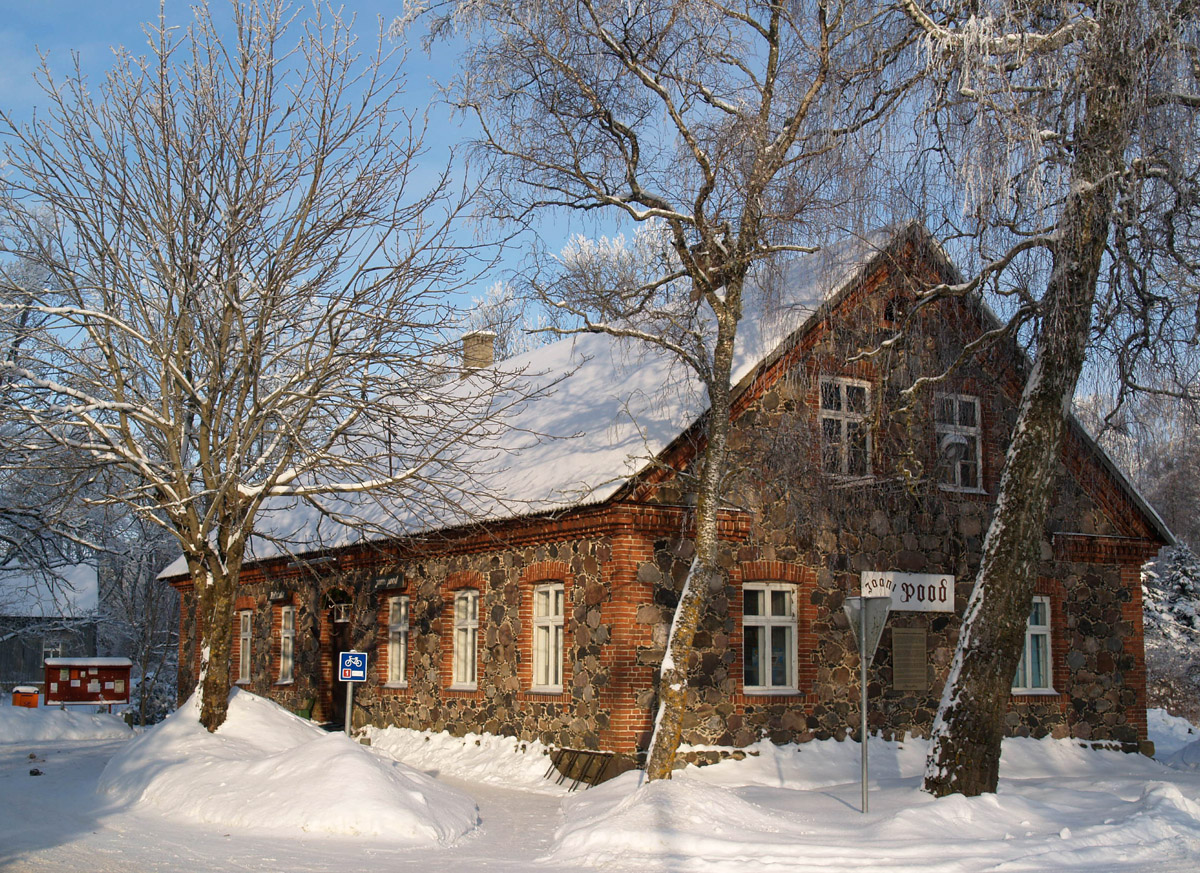
Winkel
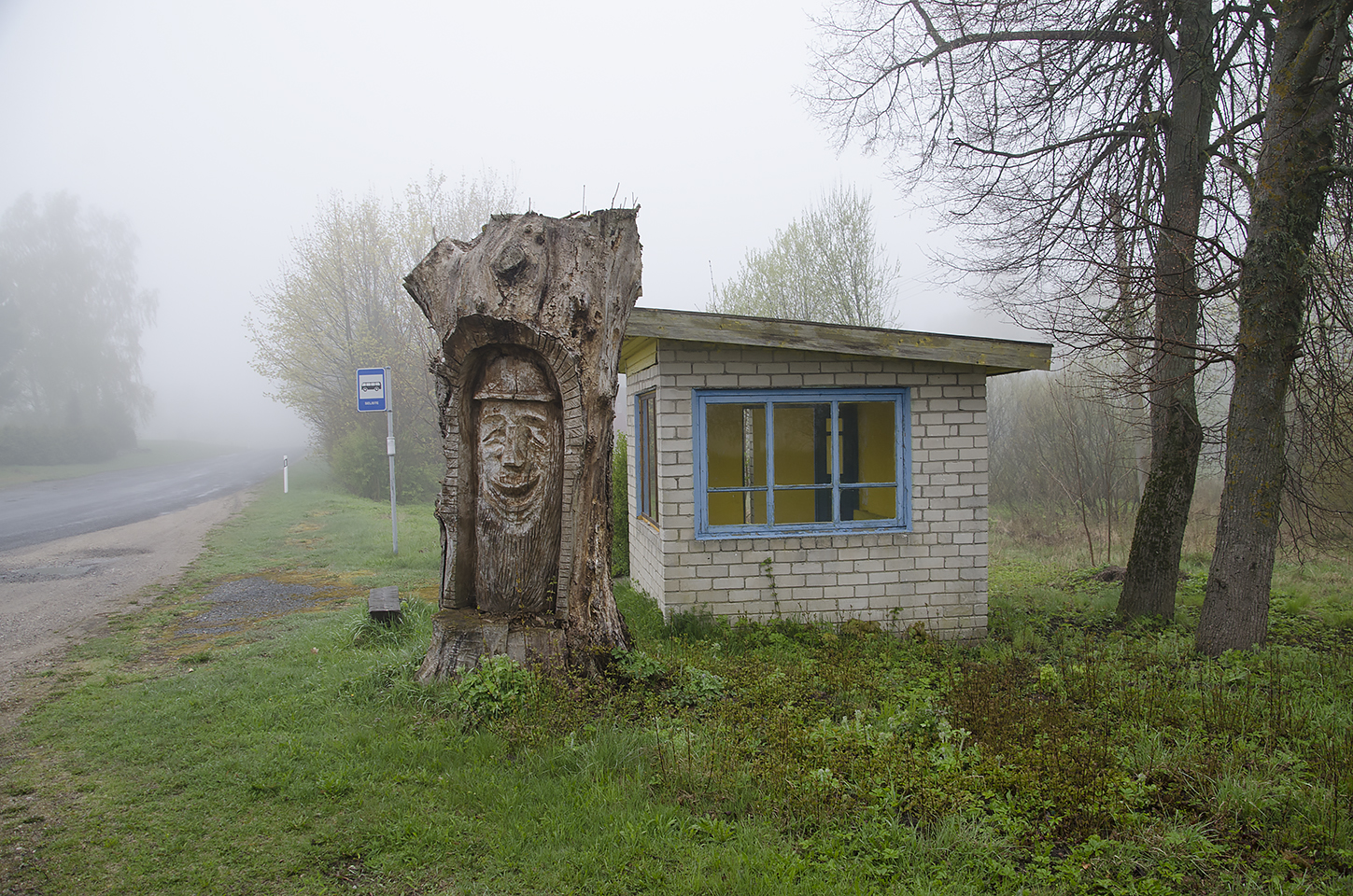
Bushalte
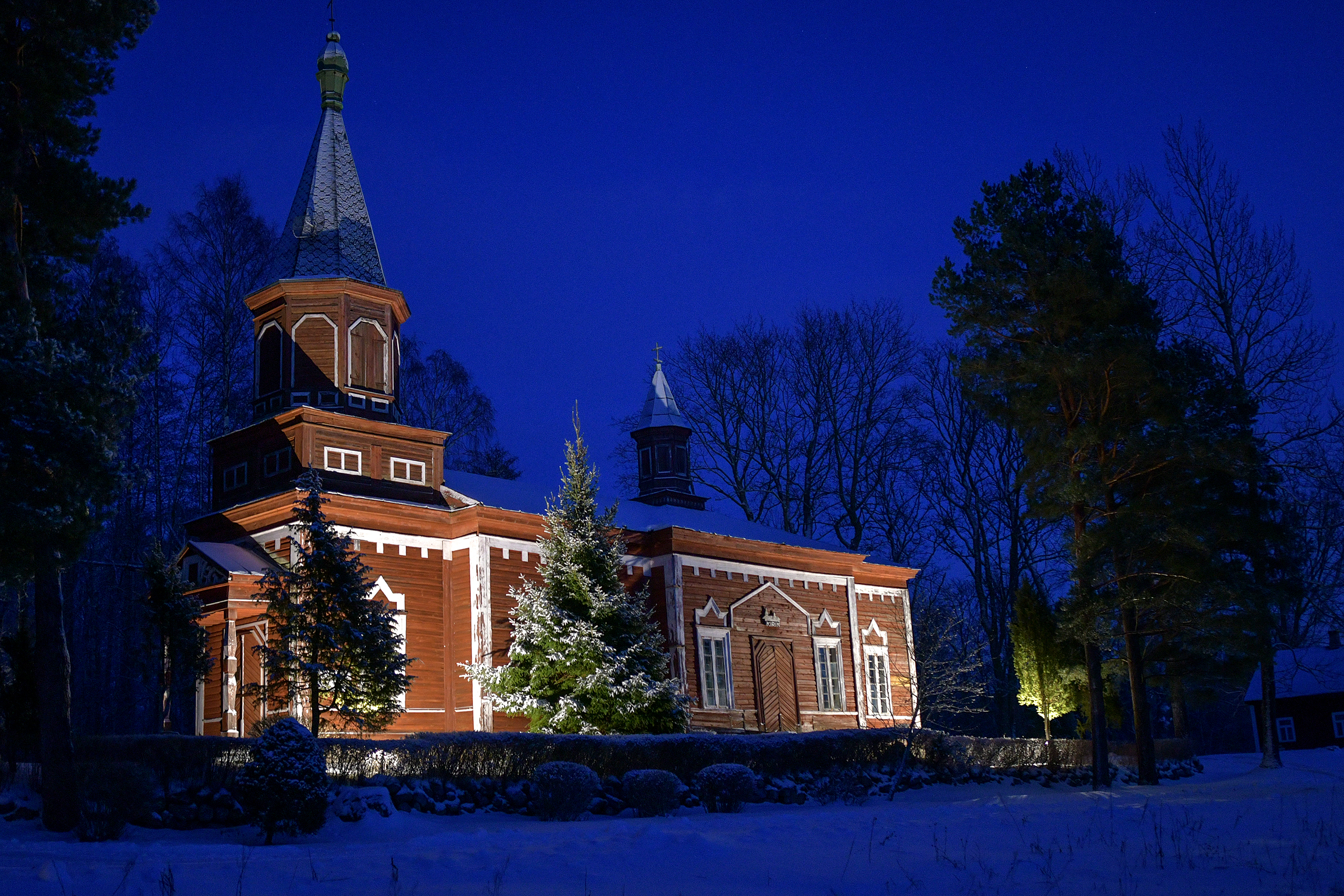
De kerk van Seliste